# Guinness World Records: The Videogame
Guinness World Records: The Videogame é um jogo de video game baseado no livro best-seller Guinness World Records. O jogo foi lançado para o Nintendo DS e Wii em 7 de novembro de 2008 na Europa e em 11 de novembro de 2008 na América do Norte.
O jogo possui 36 mini jogos baseados em recordes reais, o jogador pode enviar suas pontuações e ver as colocações de outros jogadores online.